# Scanderbeg (Vivaldi)
Scanderbeg (RV 732) és un dramma per musica en tres actes amb música d'Antonio Vivaldi i llibret en italià d'Antonio Salvi. Es va estrenar en ocasió de la inauguració del Teatro della Pergola de Florència. En l'estrena hi va participar la famosa soprano Francesca Cuzzoni en el paper de Doneca.
Si bé se'n conserva el llibret, només s'han conservat alguns fragments de la partitura original.

## Personatges
| Personatge | Tessitura             | Repartiment de l'estrena, 22 de juny de 1718 |
| ---------- | --------------------- | -------------------------------------------- |
| Doneca     | soprano               | Francesca Cuzzoni-Sandoni, 'La Parmigiana'   |
| Climene    | soprano (transvestit) | Anna Guglielmi                               |
| Asteria    | contralt              | Agata Landi                                  |
| Acomat     | soprano (transvestit) | Rosa Venturini                               |
| Scanderbeg | contralt castrat      | Giovanni Battista Carboni                    |
| Aroniz     | tenor                 | Antonio Ristorini                            |
| Ormondo    | contralt castrat      | Giovanni Pietro Sbaraglia                    |
| Amurat II  | tenor                 | Gaetano Mossi                                |

## Sinopsi
El protagonista de l'òpera és Scanderbeg, heroi albanès del segle xv.

## Enregistraments
Hi ha dues àries del segon acte, S'a voi penso, o luci belle (Ormondo) i Con palme ed allori (Scanderbeg) que estan incloses al disc Arie ritrovate, cantades per la contralt Sonia Prina acompanyada per l'Accademia Bizantina, dirigida per Ottavio Dantone (Naïve Records).